# Empis pellucida
Empis pellucida är en tvåvingeart som beskrevs av Daniel William Coquillett 1900. Empis pellucida ingår i släktet Empis och familjen dansflugor.
Artens utbredningsområde är Alaska. Inga underarter finns listade i Catalogue of Life.